# Taurignan-Vieux
Taurignan-Vieux est une commune française située dans le département de l'Ariège, en région Occitanie. Sur le plan historique et culturel, la commune fait partie du Couserans, pays aux racines gasconnes structuré par le cours du Salat.
Exposée à un climat océanique altéré, elle est drainée par le ruisseau de badech et par divers autres petits cours d'eau. Incluse dans le parc naturel régional des Pyrénées ariégeoises, la commune possède un patrimoine naturel remarquable : un site Natura 2000 (« Garonne, Ariège, Hers, Salat, Pique et Neste ») et trois zones naturelles d'intérêt écologique, faunistique et floristique.
Taurignan-Vieux est une commune rurale qui compte 206 habitants en 2022, après avoir connu un pic de population de 526 habitants en 1841. Elle fait partie de l'aire d'attraction de Saint-Girons. Ses habitants sont appelés les Taurignanais ou Taurignanaises.

## Géographie

### Localisation
1. Carte dynamique
2. Carte Openstreetmap
3. Carte topographique
4. Carte avec les communes environnantes

La commune de Taurignan-Vieux se trouve dans le département de l'Ariège, en région Occitanie.
Elle se situe à 41 km à vol d'oiseau de Foix, préfecture du département, à 5 km de Saint-Girons, sous-préfecture, et à 3 km de Saint-Lizier, bureau centralisateur du canton des Portes du Couserans dont dépend la commune depuis 2015 pour les élections départementales.
La commune fait en outre partie du bassin de vie de Saint-Girons.
Les communes les plus proches sont : 
Gajan (1,1 km), Lorp-Sentaraille (2,2 km), Taurignan-Castet (2,3 km), Caumont (2,3 km), Mercenac (3,3 km), Saint-Lizier (3,4 km), Montgauch (4,4 km), Barjac (4,5 km).
Sur le plan historique et culturel, Taurignan-Vieux fait partie du Couserans, pays aux racines gasconnes structuré par le cours du Salat (affluent de la Garonne), que rien ne prédisposait à rejoindre les anciennes dépendances du comté de Foix.
Taurignan-Vieux est limitrophe de cinq autres communes.
Les communes limitrophes sont  Barjac, Caumont, Gajan, Lorp-Sentaraille et Taurignan-Castet.
| Taurignan-Castet |                  | Barjac |
|                  | Taurignan-Vieux  | Gajan  |
| Caumont          | Lorp-Sentaraille |        |

Commune des Pyrénées située dans l'aire d'attraction de Saint-Girons en Petites Pyrénées. Elle fait partie du parc naturel régional des Pyrénées ariégeoises.

### Géologie et relief
La commune est située dans les Pyrénées, une chaîne montagneuse jeune, érigée durant l'ère tertiaire (il y a 40 millions d'années environ), en même temps que les Alpes, certaines parties étant recouvertes par des formations superficielles. Les terrains affleurants sur le territoire communal sont constitués de roches sédimentaires datant pour certaines du Cénozoïque, l'ère géologique la plus récente sur l'échelle des temps géologiques, débutant il y a 66 millions d'années, et pour d'autres du Mésozoïque, anciennement appelé Ère secondaire, qui s'étend de −252,2 à −66,0 Ma. La structure détaillée des couches affleurantes est décrite dans la feuille « n°1056 - Le Mas d'Azil » de la carte géologique harmonisée au 1/50 000ème du département de l'Ariège, et sa notice associée.
La superficie cadastrale de la commune publiée par l’Insee, qui sert de références dans toutes les statistiques, est de 5,86 km2,. La superficie géographique, issue de la BD Topo, composante du Référentiel à grande échelle produit par l'IGN, est quant à elle de 5,99 km2. Son relief est relativement accidenté puisque la dénivelée maximale atteint 215 mètres. L'altitude du territoire varie entre 355 m et 570 m.
La superficie de la commune est de 586 hectares ; son altitude varie de 355  à   570 mètres.

### Hydrographie

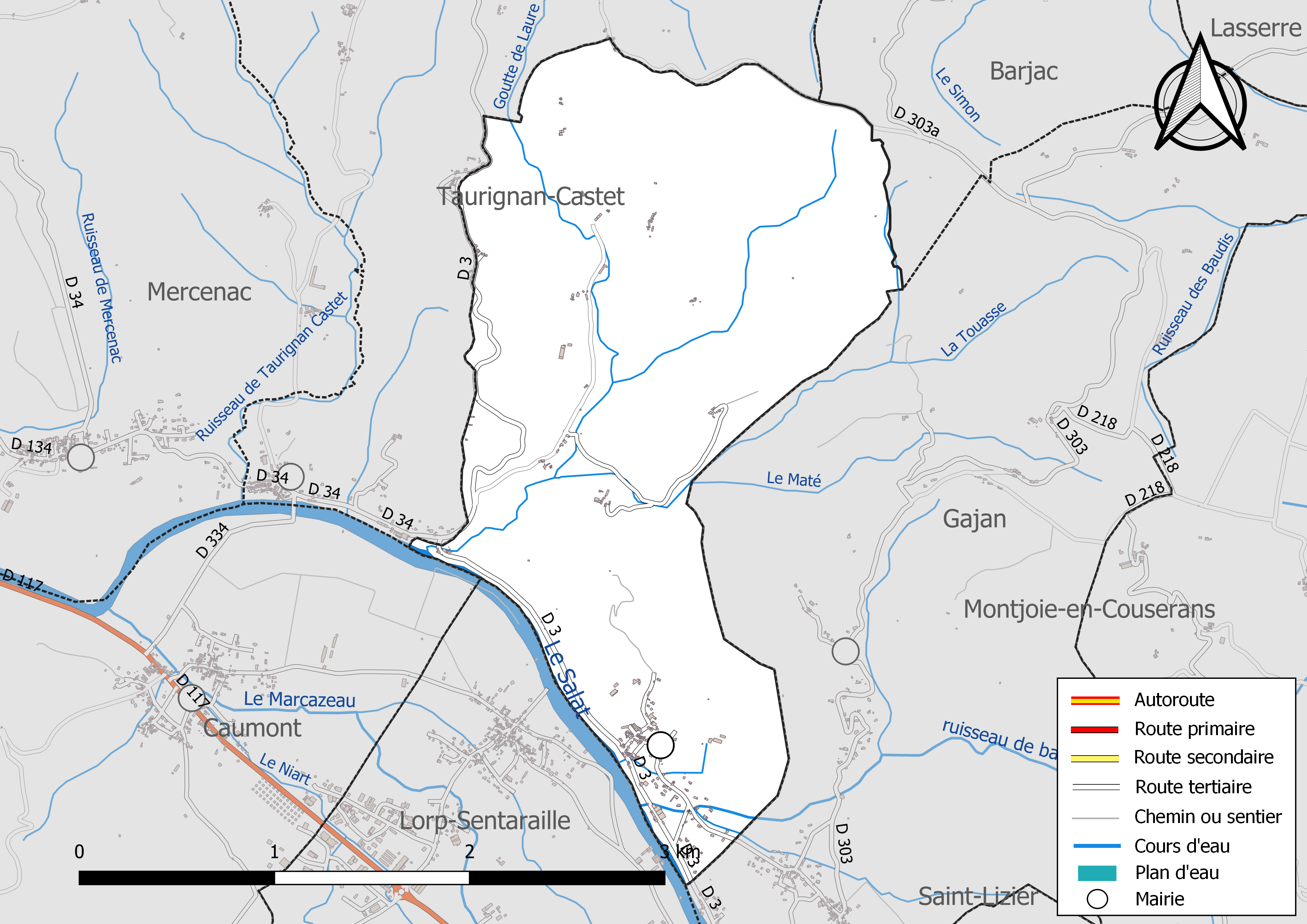
Réseaux hydrographique et routier de Taurignan-Vieux.

La commune est dans le bassin versant de la Garonne, au sein du bassin hydrographique Adour-Garonne. Elle est drainée par le ruisseau de badech, Goutte de Laure, la Touasse, le Maté et par divers petits cours d'eau, constituant un réseau hydrographique de 9 km de longueur totale,.

### Climat
Pour des articles plus généraux, voir Climat de l'Occitanie et Climat de l'Ariège.
En 2010, le climat de la commune est de type climat océanique altéré, selon une étude s'appuyant sur une série de données couvrant la période 1971-2000. En 2020, Météo-France publie une typologie des climats de la France métropolitaine dans laquelle la commune est exposée à un climat de montagne et est dans la région climatique Pyrénées centrales, caractérisée par une pluviométrie annuelle de 1 000 à 1 200 mm.
Pour la période 1971-2000, la température annuelle moyenne est de 12,2 °C, avec une amplitude thermique annuelle de 15 °C. Le cumul annuel moyen de précipitations est de 890 mm, avec 9,6 jours de précipitations en janvier et 6,4 jours en juillet. Pour la période 1991-2020, la température moyenne annuelle observée sur la station météorologique la plus proche, située sur la commune de Lorp-Sentaraille à 2 km à vol d'oiseau, est de 12,5 °C et le cumul annuel moyen de précipitations est de 973,2 mm,. Pour l'avenir, les paramètres climatiques de la commune estimés pour 2050 selon différents scénarios d'émission de gaz à effet de serre sont consultables sur un site dédié publié par Météo-France en novembre 2022.

### Paysages

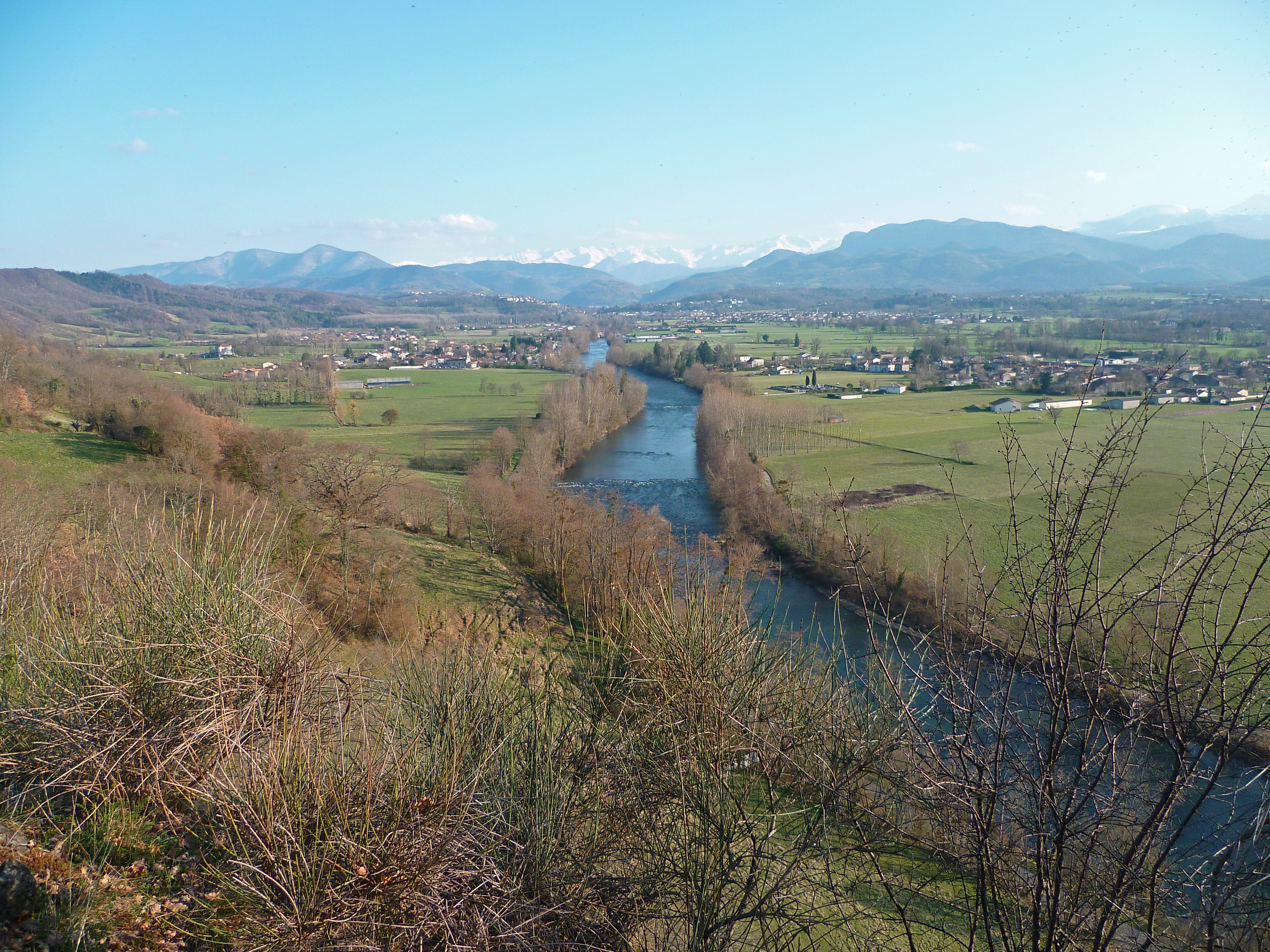
Vue du bas Couserans depuis le rocher de Roquelaure. À gauche du Salat le bourg de Taurignan-Vieux, sur la droite Sentaraille.
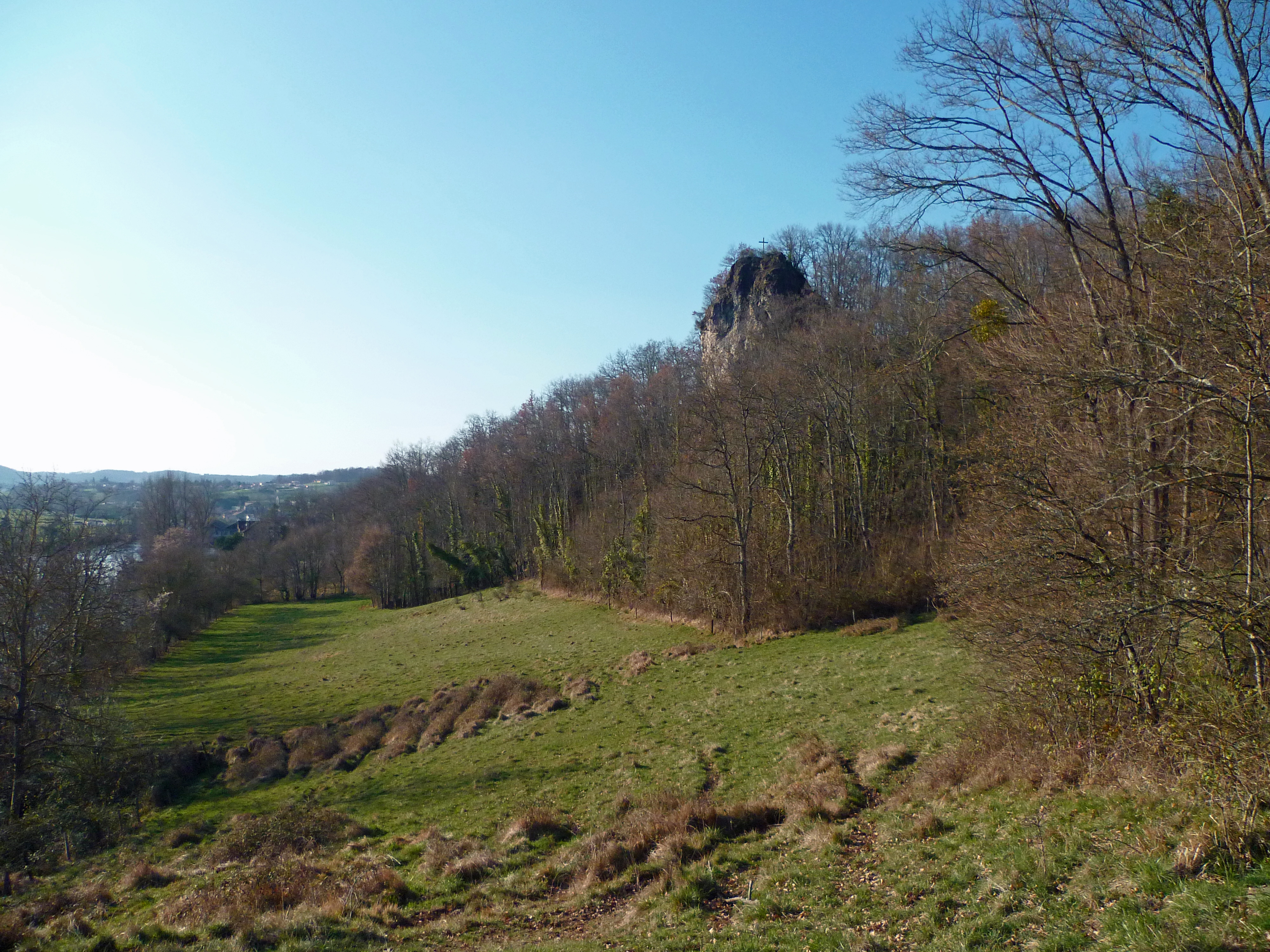
Vue vers Roquelaure et son rocher.

### Milieux naturels et biodiversité

#### Espaces protégés
La protection réglementaire est le mode d’intervention le plus fort pour préserver des espaces naturels remarquables et leur biodiversité associée,.
La commune fait partie du parc naturel régional des Pyrénées ariégeoises, créé en 2009 et d'une superficie de 245 973 ha, qui s'étend sur 138 communes du département. Ce territoire unit les plus hauts sommets aux frontières de l’Andorre et de l’Espagne (la Pique d'Estats, le mont Valier, etc) et les plus hautes vallées des avants-monts, jusqu’aux plissements du Plantaurel.

#### Réseau Natura 2000

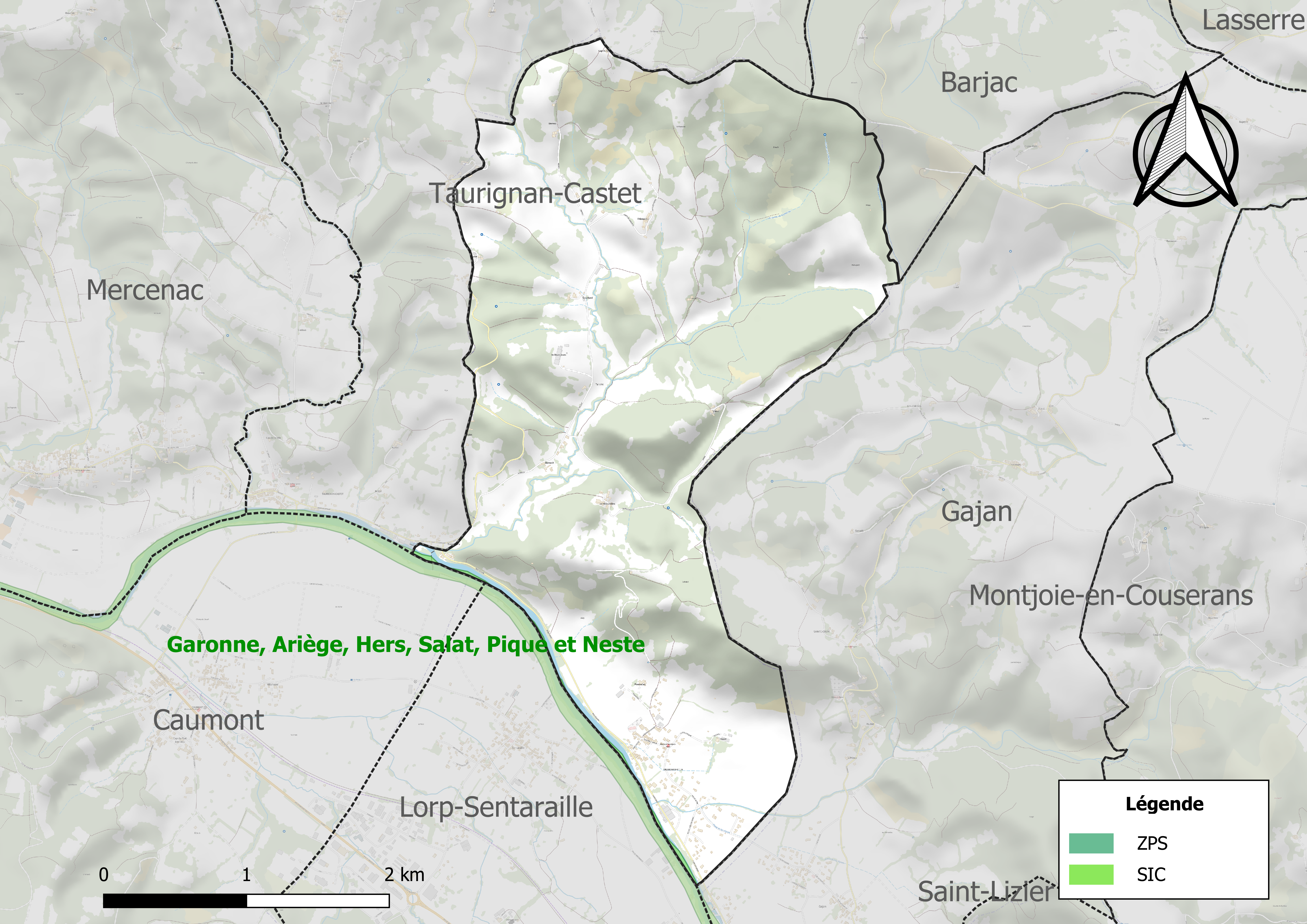
Site Natura 2000 sur le territoire communal.

Le réseau Natura 2000 est un réseau écologique européen de sites naturels d'intérêt écologique élaboré à partir des directives habitats et oiseaux, constitué de zones spéciales de conservation (ZSC) et de zones de protection spéciale (ZPS).
Un site Natura 2000 a été défini sur la commune au titre de la directive habitats : « Garonne, Ariège, Hers, Salat, Pique et Neste », d'une superficie de 9 581 ha, un réseau hydrographique pour les poissons migrateurs, avec des zones de frayères actives et potentielles importantes pour le Saumon en particulier qui fait l'objet d'alevinages réguliers et dont des adultes atteignent déjà Foix sur l'Ariège.

#### Zones naturelles d'intérêt écologique, faunistique et floristique
L’inventaire des zones naturelles d'intérêt écologique, faunistique et floristique (ZNIEFF) a pour objectif de réaliser une couverture des zones les plus intéressantes sur le plan écologique, essentiellement dans la perspective d’améliorer la connaissance du patrimoine naturel national et de fournir aux différents décideurs un outil d’aide à la prise en compte de l’environnement dans l’aménagement du territoire.
Une ZNIEFF de type 1 est recensée sur la commune :
« le Salat et le Lens » (712 ha), couvrant 32 communes dont 21 dans l'Ariège et 11 dans la Haute-Garonne et deux ZNIEFF de type 2, : 
- les « coteaux de l'est du Saint-Gironnais » (15 037 ha), couvrant 18 communes du département[32] ;
- les « coteaux de l'ouest du Saint-Gironnais » (7 504 ha), couvrant 17 communes dont 13 dans l'Ariège et 4 dans la Haute-Garonne[33].

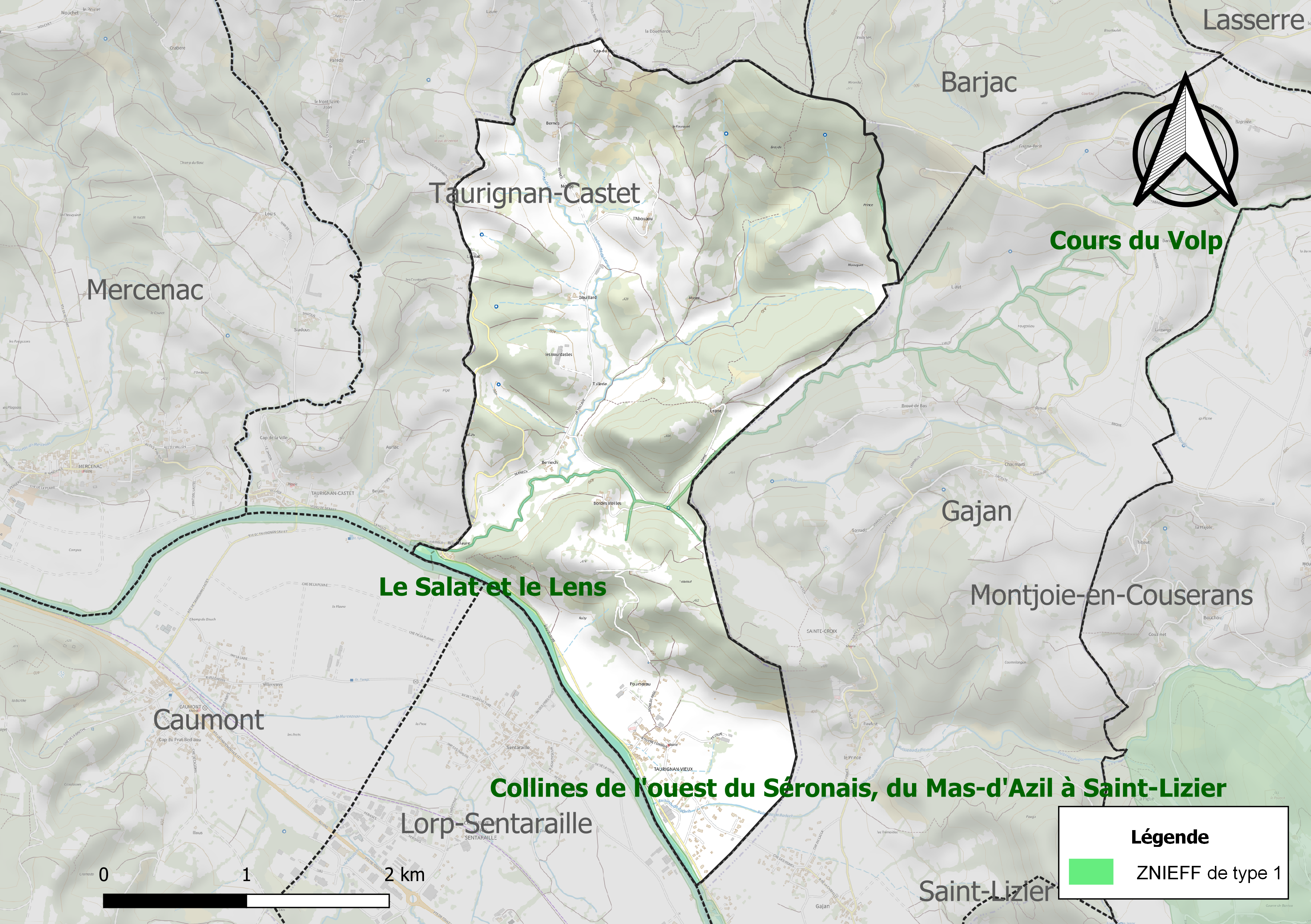
Carte de la ZNIEFF de type 1 sur la commune.
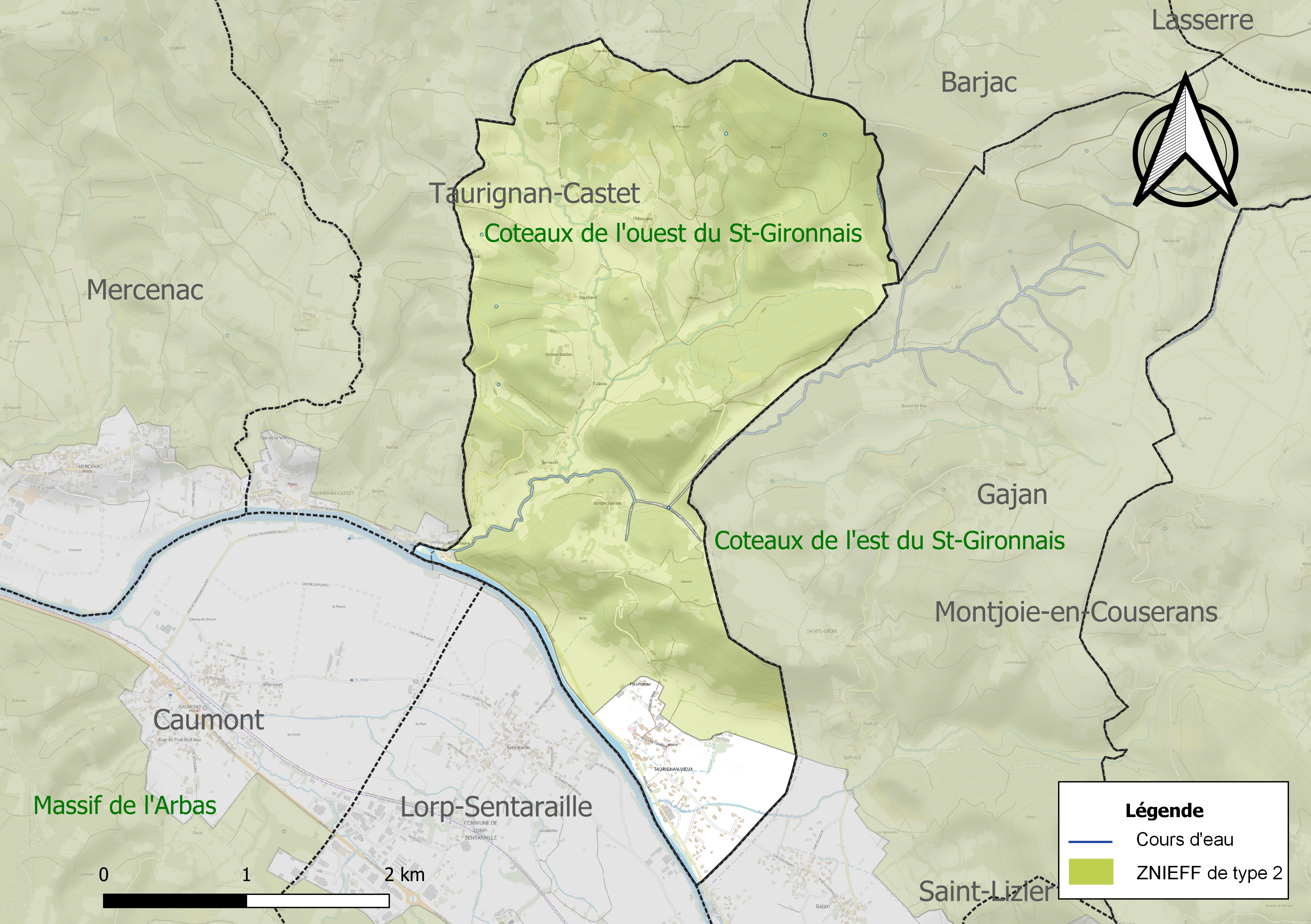
Carte des ZNIEFF de type 2 sur la commune.
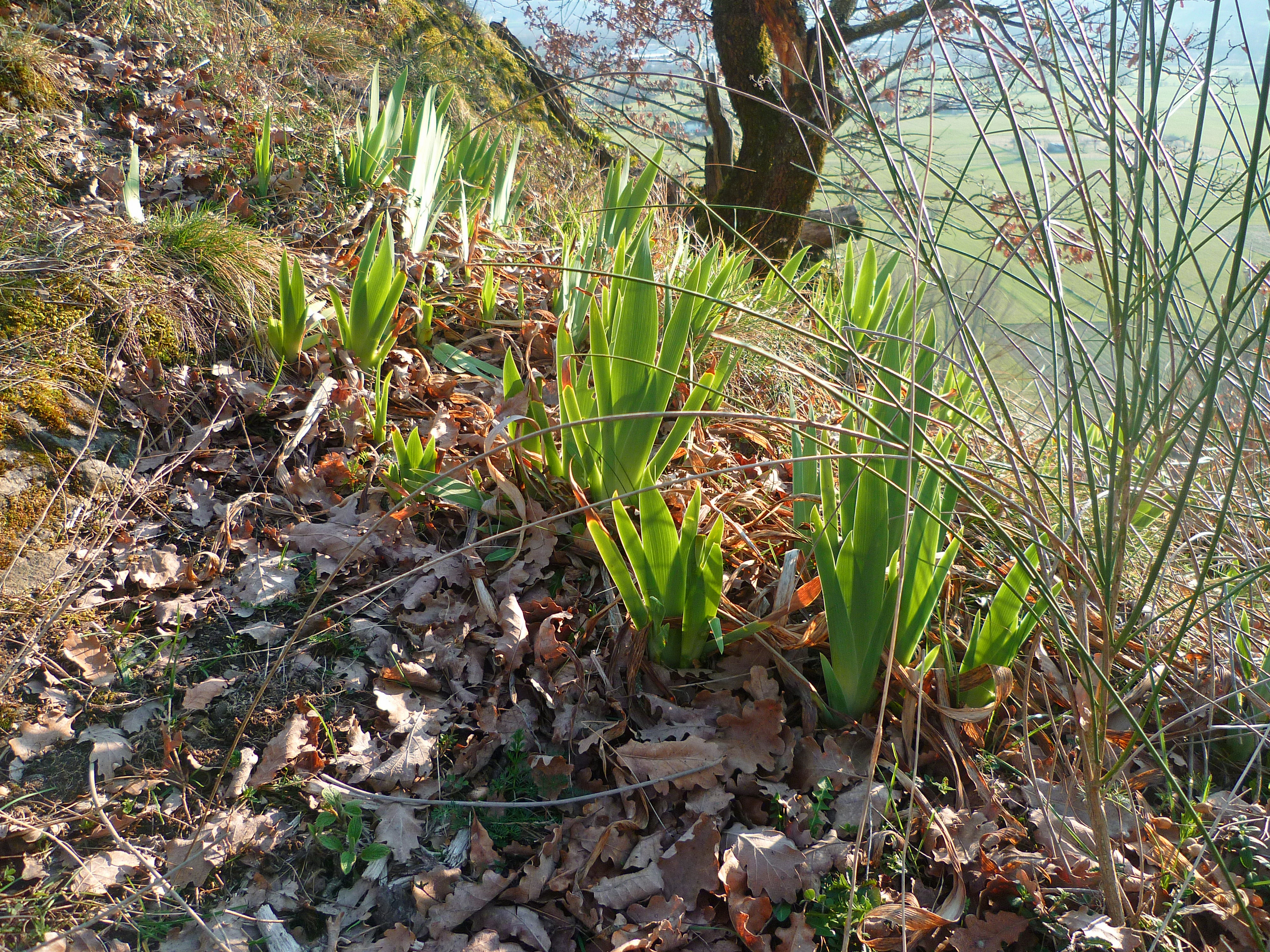
Iris germanica au sommet du rocher de Roquelaure.

## Urbanisme

### Typologie
Au 1er janvier 2024, Taurignan-Vieux est catégorisée commune rurale à habitat dispersé, selon la nouvelle grille communale de densité à 7 niveaux définie par l'Insee en 2022.
Elle est située hors unité urbaine. Par ailleurs la commune fait partie de l'aire d'attraction de Saint-Girons, dont elle est une commune de la couronne,. Cette aire, qui regroupe 70 communes, est catégorisée dans les aires de moins de 50 000 habitants,.

### Occupation des sols
L'occupation des sols de la commune, telle qu'elle ressort de la base de données européenne d’occupation biophysique des sols Corine Land Cover (CLC), est marquée par l'importance des territoires agricoles (51,3 % en 2018), en diminution par rapport à 1990 (55,6 %). La répartition détaillée en 2018 est la suivante : 
forêts (44,4 %), prairies (43,3 %), zones agricoles hétérogènes (5,2 %), zones urbanisées (4,3 %), terres arables (2,8 %). L'évolution de l’occupation des sols de la commune et de ses infrastructures peut être observée sur les différentes représentations cartographiques du territoire : la carte de Cassini (XVIIIe siècle), la carte d'état-major (1820-1866) et les cartes ou photos aériennes de l'IGN pour la période actuelle (1950 à aujourd'hui).

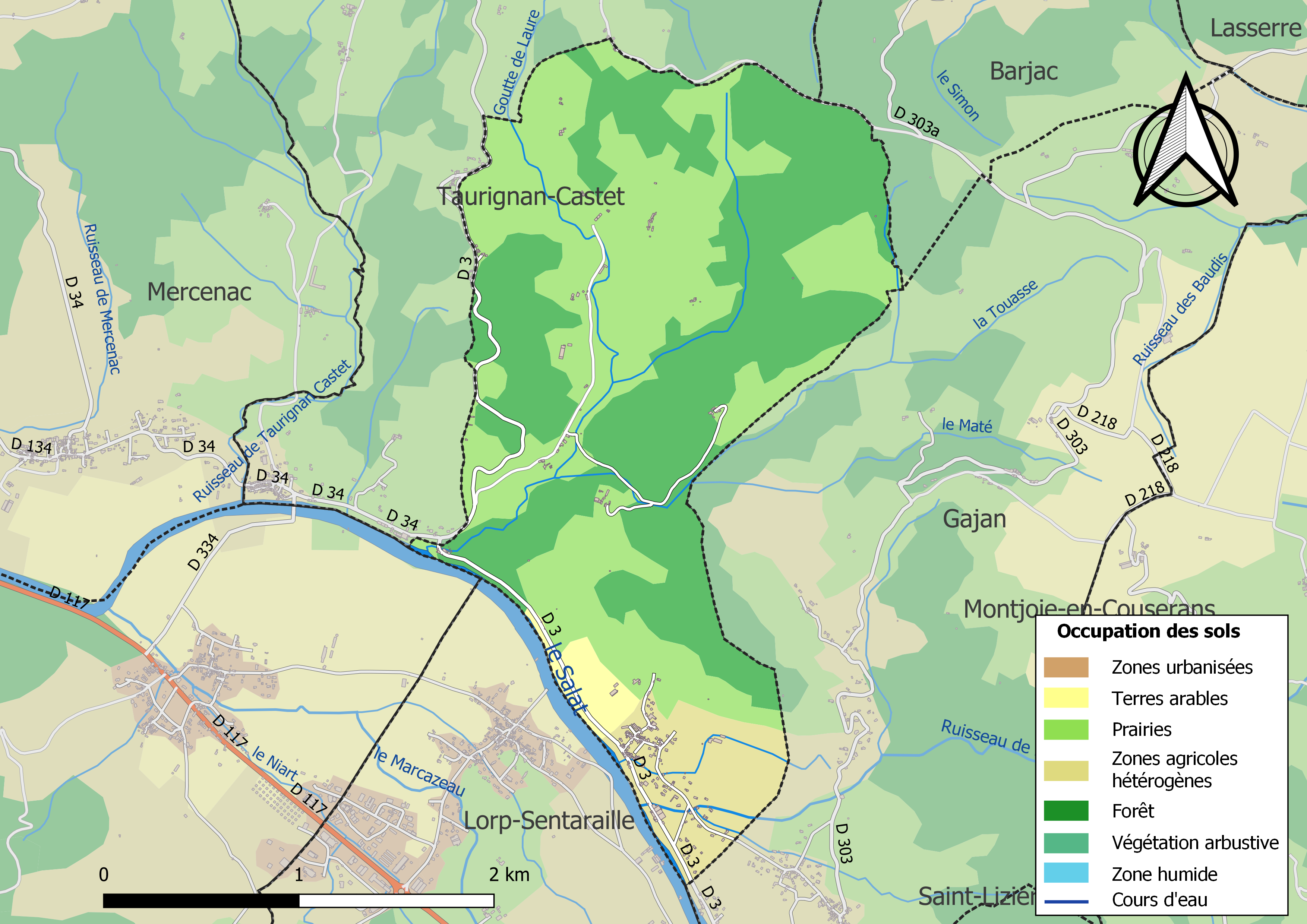
Carte des infrastructures et de l'occupation des sols de la commune en 2018 (CLC).

### Hameaux
Bernech, Bernes, Bordevieille, Cap de Bosc, Grané, Labouaou, Marot, Perret, Roquelaure, Talos.

### Habitat et logement
En 2018, le nombre total de logements dans la commune était de 129, alors qu'il était de 127 en 2013 et de 117 en 2008.
Parmi ces logements, 78,3 % étaient des résidences principales, 10,9 % des résidences secondaires et 10,9 % des logements vacants. Ces logements étaient pour 95,3 % d'entre eux des maisons individuelles et pour 3,9 % des appartements.
Le tableau ci-dessous présente la typologie des logements à Taurignan-Vieux en 2018 en comparaison avec celle de l'Ariège et de la France entière. Une caractéristique marquante du parc de logements est ainsi une proportion de résidences secondaires et logements occasionnels (10,9 %) inférieure à celle du département (24,6 %) mais supérieure à celle de la France entière (9,7 %). Concernant le statut d'occupation de ces logements, 89,1 % des habitants de la commune sont propriétaires de leur logement (83,7 % en 2013), contre 66,3 % pour l'Ariège et 57,5 % pour la France entière.
| Typologie                                               | Taurignan-Vieux | Ariège | France entière |
| ------------------------------------------------------- | --------------- | ------ | -------------- |
| Résidences principales (en %)                           | 78,3            | 65,7   | 82,1           |
| Résidences secondaires et logements occasionnels (en %) | 10,9            | 24,6   | 9,7            |
| Logements vacants (en %)                                | 10,9            | 9,7    | 8,2            |

### Voies de communication et transports
Accès depuis la route départementale D 117 ancienne route nationale 117 à Caumont prendre la route départementale D 334 puis la D 34 et la D 3.

### Risques majeurs

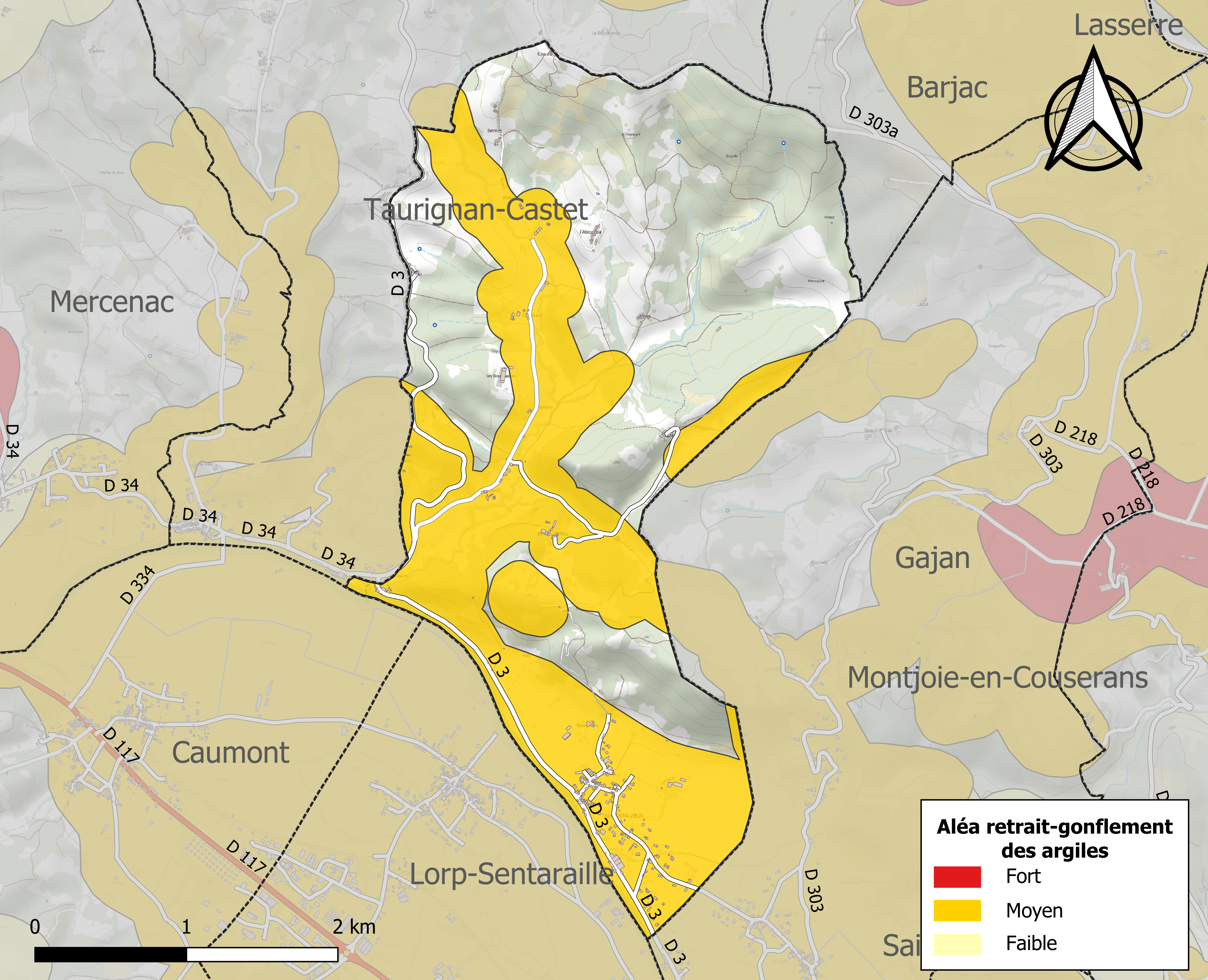
Zonage de l'aléa retrait-gonflement des argiles sur la commune de Taurignan-Vieux.

Le territoire de la commune de Taurignan-Vieux est vulnérable à différents aléas naturels : inondations, climatiques (grand froid ou canicule), feux de forêts, mouvements de terrains et séisme (sismicité modérée),.
Certaines parties du territoire communal sont susceptibles d’être affectées par le risque d’inondation par débordement, crue torrentielle d'un cours d'eau, ou ruissellement d'un versant.
Les mouvements de terrains susceptibles de se produire sur la commune sont soit des chutes de blocs, soit des glissements de terrains, soit des effondrements liés à des cavités souterraines, soit des mouvements liés au retrait-gonflement des argiles. Près de 50 % de la superficie du département est concernée par l'aléa retrait-gonflement des argiles, dont la commune de Taurignan-Vieux. L'inventaire national des cavités souterraines permet par ailleurs de localiser celles situées sur la commune.
Près de 50 % de la superficie du département est concernée par l'aléa retrait-gonflement des argiles, dont la commune de Taurignan-Vieux. L'inventaire national des cavités souterraines permet par ailleurs de localiser celles situées sur la commune.
Ces risques naturels sont pris en compte dans l'aménagement du territoire de la commune par le biais d'un plan de prévention des risques (PPR) inondation et mouvement de terrain approuvé le 30 décembre 2003.

## Histoire

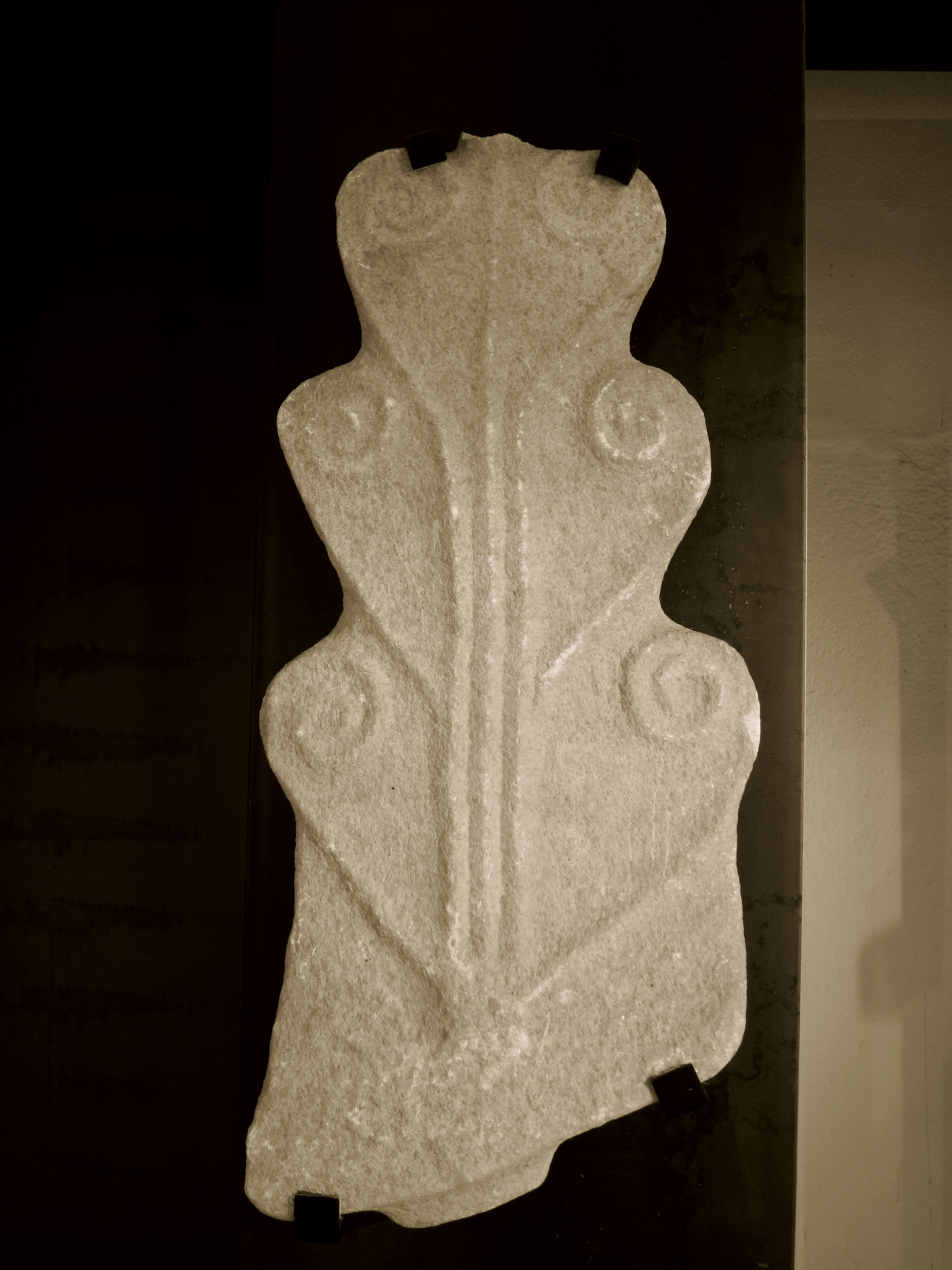
Antéfixe de la villa gallo-romaine de Taurignan-Vieux. Marbre blanc à gros cristaux. Antiquité tardive.

En 1969, des fouilles ont mis au jour une villa gallo-romaine avec une partie thermale chauffée par des hypocaustes à pilettes et dotée d'une piscine circulaire.
Au Moyen Âge, le village ainsi que Taurignan-Castet appartenaient à la châtellenie d'Aurignac détenue d'une façon certaine en 1225 par la famille de Lort, année de l'alliance de Bernard de Lort avec Henriette de Comminges.

## Politique et administration

### Découpage territorial
La commune de Taurignan-Vieux est membre de la communauté de communes Couserans-Pyrénées, un établissement public de coopération intercommunale (EPCI) à fiscalité propre créé le 18 novembre 2016 dont le siège est à Saint-Lizier. Ce dernier est par ailleurs membre d'autres groupements intercommunaux.
Sur le plan administratif, elle est rattachée à l'arrondissement de Saint-Girons, au département de l'Ariège, en tant que circonscription administrative de l'État, et à la région Occitanie.
Sur le plan électoral, elle dépend du canton des Portes du Couserans pour l'élection des conseillers départementaux, depuis le redécoupage cantonal de 2014 entré en vigueur en 2015, et de la deuxième circonscription de l'Ariège  pour les élections législatives, depuis le redécoupage électoral de 1986.

### Administration municipale
Le nombre d'habitants au recensement de 2011 étant compris entre 100 et 499, le nombre de membres du conseil municipal pour l'élection de 2014 est de onze,.

### Liste des maires
| Période                                  | Période  | Identité            | Étiquette | Qualité                                                            |
| ---------------------------------------- | -------- | ------------------- | --------- | ------------------------------------------------------------------ |
| mars 2001                                | 2008     | Jeanne Soccol       |           |                                                                    |
| mars 2008                                | 2014     | Michèle de Fraipont |           |                                                                    |
| 2014                                     | En cours | Magalie Bernère     | DVD       | Salariée du secteur médical Conseillère départementale (2015-2021) |
| Les données manquantes sont à compléter. |          |                     |           |                                                                    |

## Population et société

### Démographie
L'évolution du nombre d'habitants est connue à travers les recensements de la population effectués dans la commune depuis 1793. Pour les communes de moins de 10 000 habitants, une enquête de recensement portant sur toute la population est réalisée tous les cinq ans, les populations de référence des années intermédiaires étant quant à elles estimées par interpolation ou extrapolation. Pour la commune, le premier recensement exhaustif entrant dans le cadre du nouveau dispositif a été réalisé en 2008.

En 2022, la commune comptait 206 habitants, en stagnation par rapport à 2016 (Ariège : +1,48 %, France hors Mayotte : +2,11 %).
| 1793 | 1800 | 1806 | 1821 | 1831 | 1836 | 1841 | 1846 | 1851 |
| ---- | ---- | ---- | ---- | ---- | ---- | ---- | ---- | ---- |
| 385  | 325  | 337  | 402  | 496  | 510  | 526  | 510  | 512  |

| 1856 | 1861 | 1866 | 1872 | 1876 | 1881 | 1886 | 1891 | 1896 |
| ---- | ---- | ---- | ---- | ---- | ---- | ---- | ---- | ---- |
| 422  | 397  | 417  | 405  | 391  | 405  | 400  | 382  | 351  |

| 1901 | 1906 | 1911 | 1921 | 1926 | 1931 | 1936 | 1946 | 1954 |
| ---- | ---- | ---- | ---- | ---- | ---- | ---- | ---- | ---- |
| 320  | 321  | 318  | 296  | 258  | 239  | 258  | 243  | 233  |

| 1962 | 1968 | 1975 | 1982 | 1990 | 1999 | 2006 | 2008 | 2013 |
| ---- | ---- | ---- | ---- | ---- | ---- | ---- | ---- | ---- |
| 227  | 202  | 183  | 185  | 190  | 209  | 214  | 215  | 206  |

| 2018 | 2022 | - | - | - | - | - | - | - |
| ---- | ---- | - | - | - | - | - | - | - |
| 207  | 206  | - | - | - | - | - | - | - |

| selon la population municipale des années : | 1968 | 1975 | 1982 | 1990 | 1999 | 2006 | 2009 | 2013 |
| Rang de la commune dans le département      | 112  | 111  | 127  | 113  | 121  | 122  | 127  | 137  |
| Nombre de communes du département           | 340  | 328  | 330  | 332  | 332  | 332  | 332  | 332  |

### Enseignement
Taurignan-Vieux fait partie de l'académie de Toulouse.

### Culture et festivités
La commune dispose d'une salle des fêtes.

### Activités sportives
Pêche, chasse, pétanque.

## Économie

### Revenus
En 2018, la commune compte 102 ménages fiscaux, regroupant 213 personnes. La médiane du revenu disponible par unité de consommation est de 20 910 € (19 820 € dans le département).

### Emploi
| Division       | 2008  | 2013   | 2018   |
| -------------- | ----- | ------ | ------ |
| Commune        | 7,9 % | 4,3 %  | 7,3 %  |
| Département    | 8,9 % | 11,1 % | 11,2 % |
| France entière | 8,3 % | 10 %   | 10 %   |

En 2018, la population âgée de 15 à 64 ans s'élève à 109 personnes, parmi lesquelles on compte 71,6 % d'actifs (64,2 % ayant un emploi et 7,3 % de chômeurs) et 28,4 % d'inactifs,. Depuis 2008, le taux de chômage communal (au sens du recensement) des 15-64 ans est inférieur à celui de la France et du département.
La commune fait partie de la couronne de l'aire d'attraction de Saint-Girons, du fait qu'au moins 15 % des actifs travaillent dans le pôle,. Elle compte 22 emplois en 2018, contre 24 en 2013 et 25 en 2008. Le nombre d'actifs ayant un emploi résidant dans la commune est de 71, soit un indicateur de concentration d'emploi de 31,1 % et un taux d'activité parmi les 15 ans ou plus de 43,6 %.
Sur ces 71 actifs de 15 ans ou plus ayant un emploi, 12 travaillent dans la commune, soit 17 % des habitants. Pour se rendre au travail, 94,4 % des habitants utilisent un véhicule personnel ou de fonction à quatre roues, 1,4 % s'y rendent en deux-roues, à vélo ou à pied et 4,2 % n'ont pas besoin de transport (travail au domicile).

### Activités hors agriculture
13 établissements sont implantés  à Taurignan-Vieux au 31 décembre 2019.
Le secteur de la construction est prépondérant sur la commune puisqu'il représente 30,8 % du nombre total d'établissements de la commune (4 sur les 13 entreprises implantées  à Taurignan-Vieux), contre 14,2 % au niveau départemental.
Issue des terrains et constructions d'une ancienne usine de granulats de marbre, une petite zone artisanale s'est structurée sur la commune. S'y trouve notamment la brasserie artisanale « La Boussole » créée en société coopérative ouvrière de production qui produit depuis juillet 2018 des bières biologiques non filtrées et non pasteurisées.

### Agriculture
|                                   | 1988 | 2000 | 2010 |
| --------------------------------- | ---- | ---- | ---- |
| Exploitations                     | 12   | 7    | 7    |
| Superficie agricole utilisée (ha) | 312  | 364  | 498  |

La commune fait partie de la petite région agricole dénommée « Région sous-pyrénéenne ». En 2010, l'orientation technico-économique de l'agriculture  sur la commune est la polyculture et le polyélevage. Sept exploitations agricoles ayant leur siège dans la commune sont dénombrées lors du recensement agricole de 2010 (douze en 1988). La superficie agricole utilisée est de 498 ha.

## Culture locale et patrimoine

### Lieux et bâtiments
- Le Rocher à Roquelaure.
- Église de l'Assomption.

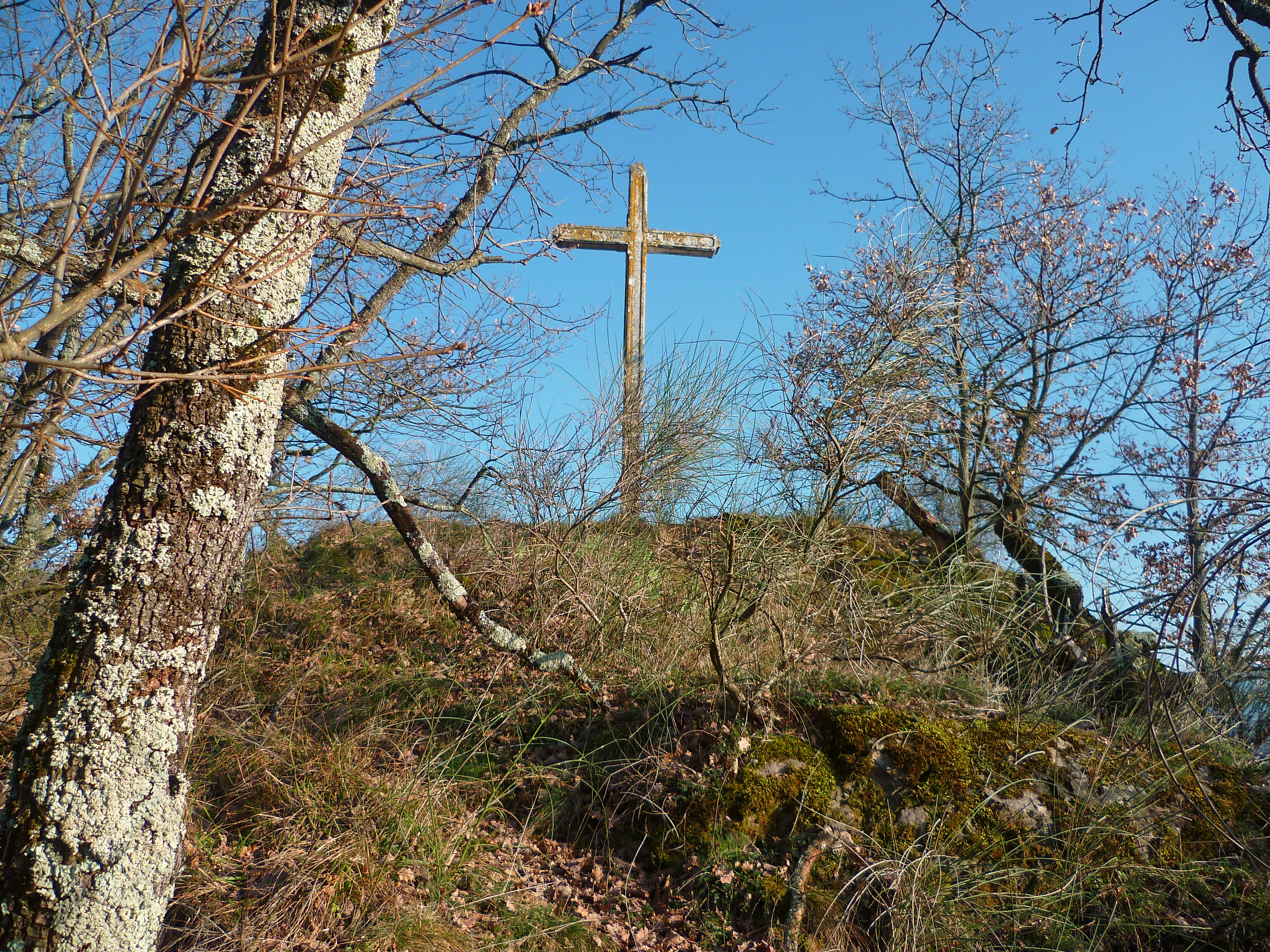
Croix au sommet du rocher de Roquelaure.
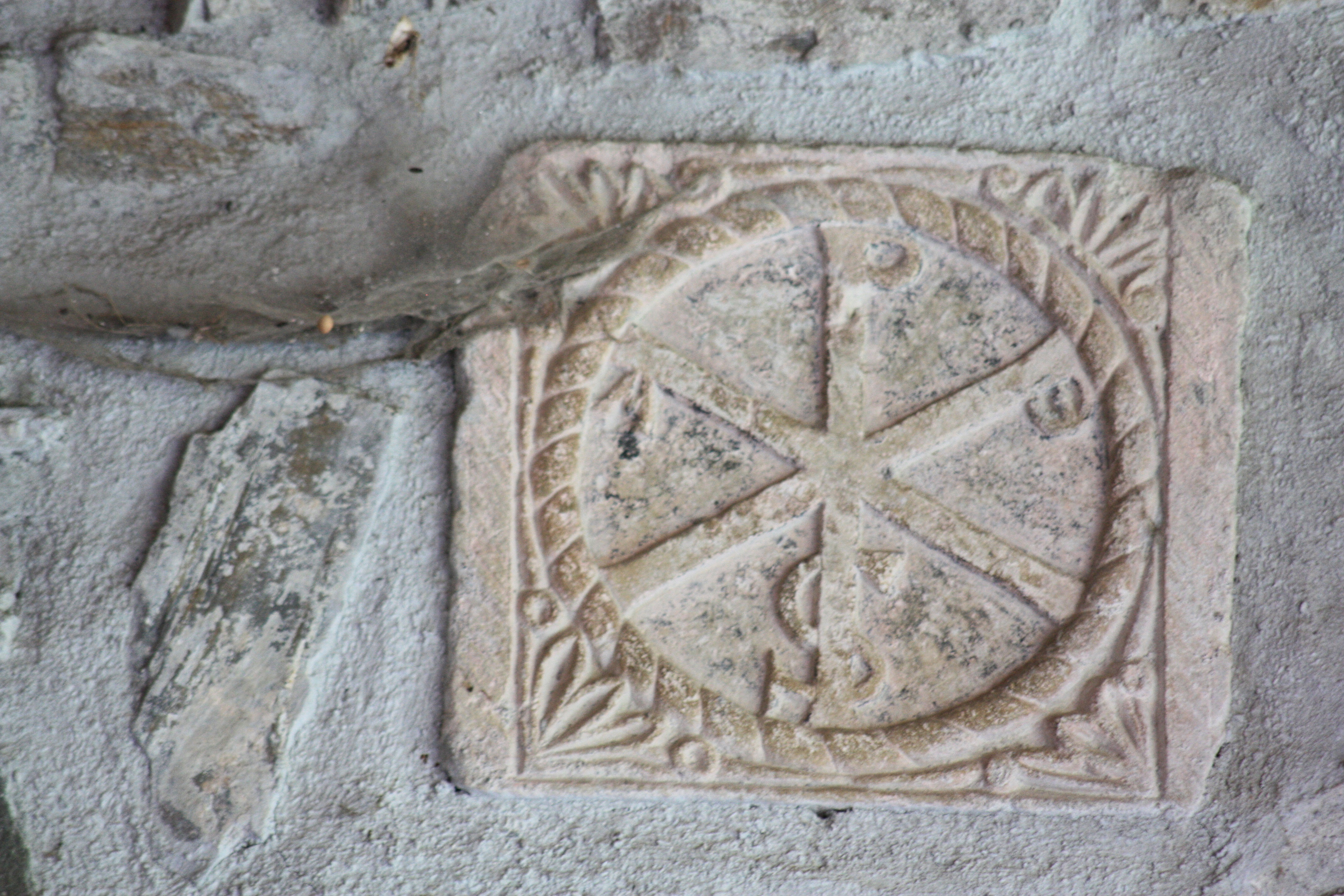
Un chrisme sculpté sur une pierre placée dans un mur de l'église.

### Personnalités liées à la commune
- Marie Cantagrill, violoniste concertiste soliste née en 1979, réside sur la commune.